# 卡德巴克维尔

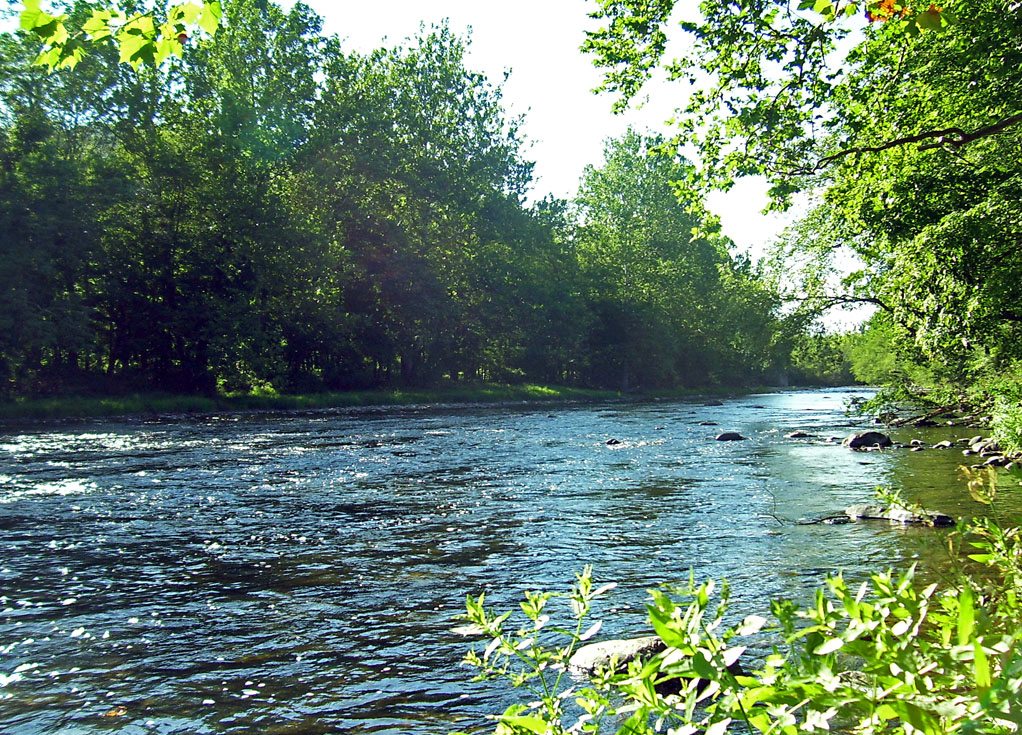
流經卡德巴克维尔的不沉河

卡德巴克维尔（英語：Cuddebackville）是位於美國紐約上州奧蘭治縣鹿苑镇的村莊。其地理位置約在杰维斯港以北16公里。卡德巴克维尔是漢米爾頓二百週年紀念學校的所在地，該學校由杰维斯港市学区管理。 卡德巴克维尔也是D&H運河公園和不沉河特別區的所在地。該村庄以1812年战争中的将军威廉·卡德巴克（William Cuddeback）命名，卡德巴克家族是最早在该地区定居的家族之一。 
卡德巴克维尔大壩是一座位於卡德巴克维尔的水壩。該水壩建於1820年代，並於1903年擴建。2004年10月，陆军工程兵团拆除了大壩，以保护該地區的水生生物。 
根據人口普查局的數據，纽约州的人口中心位于卡德巴克维尔村莊内。